# Vladimír Kokolia
Vladimír Kokolia (* 27. listopadu 1956, Brno) je český (moravský) malíř a profesor Akademie výtvarných umění v Praze. Kromě výtvarných aktivit je znám pro svou hudební a literární činnost, a také jako znalec kompostování a čínského tradičního taiji.

## Život
Vyrůstal ve Veverských Knínicích a v Brně na Lesné. V letech 1971–1975 vystudoval Střední uměleckoprůmyslovou školu v Uherském Hradišti, obor Propagační grafika. Dále studoval na Akademii výtvarných umění v Praze, kde v roce 1981 absolvoval v oboru malířství u profesora Jana Smetany. Po jednoroční vojenské službě zůstal až do roku 1992 na volné noze. V roce 1983 se oženil; s manželkou Evou (* 1960) mají tři syny – Vladimíra (* 1984), Jana (*1985) a Jakuba (*1987).. V 80. letech byl umělecky aktivní zejména v Brně a v Praze, vystavoval na neoficiálních místech i ve státních galeriích a vystupoval s E. Z té doby se datuje také jeho zájem o tradiční čínské taijiquan.
Jeho umělecká aktivita je velmi široká, je i básníkem a textařem. V letech 1984–1997 působil jako zpěvák brněnské skupiny E, patřící svého času ke špičce české alternativní a undergroundové hudby. V letech 1992–2025 byl na AVU v Praze vedoucím pedagogem ateliéru Grafika 2. V roce 2006 byl jmenován profesorem. Mnoho let se věnuje cvičení stylu Čchen tchaj-ťi čchüan, na FaVU v tomto smyslu vyučoval předmět Stání před stojanem.
Je držitelem Ceny Jindřicha Chalupeckého za rok 1990. Jeho původní webové stránky obsahovaly tzv. kokopedii, informační stránku stejného formátu jako je Wikipedie.

## Malířské a grafické dílo
Vladimír Kokolia je tvůrcem se širokým záběrem malířských a grafických technik. Jeho tvorba je v oblasti základních forem velmi různorodá – od figurativní, přes krajiny či objekty až k ryze abstraktní. Je tomu tak proto, že pro něj nejsou specifikace tohoto druhu podstatné. Je naopak zřejmé, že pro jeho práci je mnohem důležitější vlastní sdělení, které poté provede způsobem k tomu účelu nejvhodnějším.
V díle Vladimíra Kokolii dominuje snaha o průnik do podstaty světa, který ho obklopuje, s důrazem na úlohu lidského jedince v něm. A s jistotou lze říci, že jeho pohled není tvoru jménem „člověk“ nakloněn. Kokoliovy perokresby i malířská díla, která tvořil především v osmdesátých a počátku devadesátých let lze charakterizovat jako výsměch pošetilosti, malosti a slepoty lidského individua, neschopného svým viděním přesáhnout hranice, v nichž je uvězněn, individua, které se samo do vězení svého pohodlného myšlenkového schématu uvrhává a tragikomicky pracuje na zániku sebe sama, a to nikoli jenom na zániku své fyzické, ale především duchovní existence, kterou neuznává, neboť jí nenachází ve své výbavě, ani na prodejních pultech. Tyto práce jsou charakteristické jak nápaditostí motivů, tak schopností vyjádřit myšlenku v geniálně působivé zkratce. Jsou velmi ostrou, břitkým vtipem nabitou, kritikou antropocentrismu a solipsismu postmoderního člověka, ignorujícího ať již z vlastní neochoty či neschopnosti vše, co jej přesahuje a bláhově spočívajícího na banální realitě světa, který mu nikdy nemůže být odpovědí. Kokoliův pohled však není jen prostým výsměchem, parodií či karikaturou temných stránek lidství. Jakkoli technika a způsob vyjádření jsou naprosto odlišné, nelze si v těchto souvislostech neuvědomit paralelu mezi současným Kokoliou a dávno minulým Breughelem. Získáváme přesvědčivý dojem o tom, že podstata člověka se nemění a jeho zásadní problémy zůstávají identické po celou jeho historii bez ohledu na technický pokrok, který jej přesvědčuje o jeho vlastní výjimečnosti. Pokora moudrosti Sokratova typu (Scio, ne nihil scio) je postmodernímu člověku neznámá.
Pro tematickou hloubku, nápaditost zpracování, způsob vyjádření myšlenky, originalitu projevu a uměleckou ryzost lze Vladimíra Kokoliu považovat za jednoho z nejvýznamnějších současných českých umělců, přesahujícího hranice české země.[zdroj⁠?!]

## Básnická, textařská a hudební tvorba
Kokolia působil též jako zpěvák a textař brněnských „E“ v letech 1984–1997. Poté se formace rozpadla a sešla se již jen ojediněle ke koncertní produkci, naposledy v roce 2002. Hudbě skupiny „E“ dominuje Kokoliův velmi expresivní a sugestivní deklamativní vokál, jehož naléhavost je exponována texty, které jsou buď ohnivě obraznou existenciální poetikou, uchvacující konfrontací protikladů (viz Brány) nebo velmi břitkými, vtipnými a sarkastickými obrazy (viz „ÚAN“). Oba typy textů mají svého společného jmenovatele, který je totožný s filosofickým laděním Kokoliovy malířské a především grafické tvorby, proto je lze do jisté míry považovat za autorem transformovanou malbu do oblasti slov. Veškeré texty pouhých dvou skupinou vydaných alb, jsou jeho dílem:
- E /Live/, Globus International, CD, 1990
- I Adore Nothing I Believe It Doesn´t Exist (Uctívám nic a věřím, že neexistuje), Rachot, CD, 1994

## Výstavy (výběr)
- 2018 To nezbytné z Kokolii, Fait Gallery, Brno, 17. 10. 2018 – 12. 01. 2019, kurátor Miroslav Ambroz
- 1989 Výstava pěti v Kolíně - sochy, obrazy, grafika (Jaroslav Horálek, Helena Horálková, Jaroslav Hylas, Boris Jirků, Vladimír Kokolia), Regionální muzeum Kolín, 14. dubna – 7. května 1989, katalog, úvodní text Pavel Ondračka